# Ciężka Siklawa
Ciężka Siklawa (słow. Ťažký vodopád) – wodospad w słowackich Tatrach Wysokich, spadający z progu Doliny Ciężkiej (Ťažká dolina) będącej odgałęzieniem Doliny Białej Wody (Bielovodská dolina). Tworzą go wody Ciężkiego Potoku (Ťažký potok) po wypłynięciu z Ciężkiego Stawu (Ťažké pleso). Ma około 100 m wysokości i jest najwyższym wodospadem tatrzańskim (nie licząc wodospadów okresowych, spadających ze skalnych ścian po intensywnych opadach). Około 70 m poniżej Ciężkiej Siklawy znajduje się inny ok. 15-metrowy wodospad.
Do Ciężkiej Siklawy nie doprowadza żaden szlak turystyczny. Fragment wodospadu (większość schowana jest za kulisą skalną) można zobaczyć z oddali z niebieskiego szlaku prowadzącego z Łysej Polany Doliną Białej Wody na Rohatkę (Prielom).
Nazwa wodospadu pochodzi od nazwy doliny (a ta ostatnia – od ciężkiego dostępu do niej z powodu stromego progu). Witold Henryk Paryski udowodnił, że nazwa Dolina Czeska jest błędna i powstała wskutek przekręcenia nazwy Dolina Ciężka. W polskim piśmiennictwie używana jest prawidłowa nazwa tej doliny. Paradoksalnie, w słowackim nazewnictwie, nadal używana jest nazwa Czeska Dolina; podobną, błędną nazwę, mają też wszystkie pochodzące od niej obiekty.
Zimą na Ciężkiej Siklawie tworzy się Ciężki Lodospad.